# Feliniopsis breviuscula
Feliniopsis breviuscula là một loài bướm đêm trong họ Noctuidae.